# Криворіжжя (селище)
Криворіжжя — селище в Україні, у Зимогір'ївській міській громаді Алчевського району Луганської області. Населення становить 198 осіб. До 2020 — орган місцевого самоврядування — Лозівська селищна рада.
Знаходиться на тимчасово окупованій території України.
Відповідно до Розпорядження Кабінету Міністрів України від 12 червня 2020 року № 717-р «Про визначення адміністративних центрів та затвердження територій територіальних громад Луганської області» увійшло до складу Зимогір'ївської міської громади.

## Географія
Селище розташоване на правому березі річки Лозова (права притока Лугані, басейн Сіверського Дінця). Сусідні населені пункти: селище Карпати і місто Алчевськ на півдні, селища Лотикове на південному сході, Лозівський і місто Зимогір'я на північному сході, село Хороше (нижче за течією Лозової) на півночі, селище Яснодольськ на північному заході, села Петрівка і Кам'янка (вище за течією Лозової) на південному заході.